# Пролом (Крым)
Проло́м (укр. Пролом, крымскотат. Prolom, Пролом) — село в Белогорском районе
Республики Крым, входит в состав Васильевского сельского поселения (согласно административно-территориальному делению Украины — Васильевского сельского совета Автономной Республики Крым).

## Население
| 2001 | 2014 |
| ---- | ---- |
| 228  | ↘177 |

Всеукраинская перепись 2001 года показала следующее распределение по носителям языка
| Язык             | Процент |
| ---------------- | ------- |
| русский          | 67.11   |
| крымскотатарский | 25      |
| украинский       | 7.46    |

### Динамика численности
| - 1926 год — 145 чел. - 1939 год — 257 чел. - 1989 год — 224 чел. | - 2001 год — 227 чел. - 2009 год — 228 чел. - 2014 год — 177 чел. |

## Современное состояние
На 2017 год в Проломе числится 2 улицы — Клюева и Лесная; на 2009 год, по данным сельсовета, село занимало площадь 37,2 гектара на которой, в 70 дворах, проживало 228 человек. В селе находится Пристепное лесничество Белогорского лесного хозяйства. Пролом связан автобусным сообщением с райцентром и соседними населёнными пунктами.

## География
Пролом — село на северо-востоке района, на северном склоне массива Кубалач Внутренней гряды Крымских гор, на правом берегу реки Кучук-Карасу в среднем течении, высота центра села над уровнем моря — 178 м. Соседние сёла: Малиновка — 2,5 км на северо-восток и Некрасово в 4,7 км на восток. Расстояние до райцентра — около 12 километров (по шоссе), до ближайшей железнодорожной станции Нижнегорская на ветке Джанкой — Феодосия — примерно 57 километров. Транспортное сообщение осуществляется по региональной автодороге 35Н-113 Белогорск — Льговское (по украинской классификации — С-0-10337).
Название селению было дано по расположению у ущелья «Пролом» (между горами Айлянма-Кая и Бурундук-Кая), по которому Кучук-Карасу прорезает Внутреннюю гряду Крымских гор.

## История

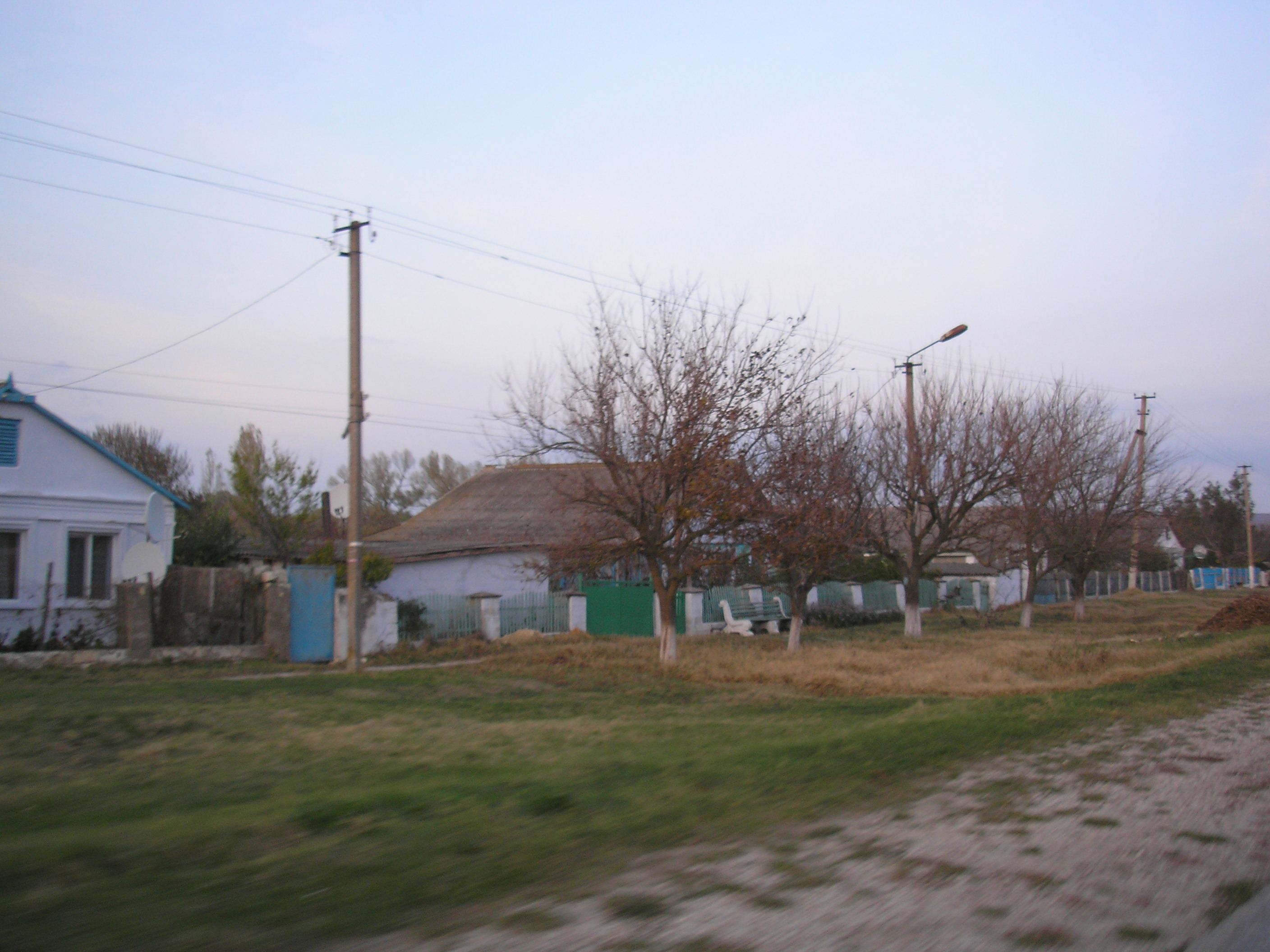

Хутор Пролом, без указания числа дворов, впервые в исторических документах встречается на верстовой карте 1890 года. В дальнейшем в доступных дореволюционных учётных документах селение не встречается.
После установления в Крыму Советской власти, по постановлению Крымревкома от 8 января 1921 года была упразднена волостная система и село вошло в состав вновь созданного Карасубазарского района Симферопольского уезда, а в 1922 году уезды получили название округов. 11 октября 1923 года, согласно постановлению ВЦИК, в административное деление Крымской АССР были внесены изменения, в результате которых округа ликвидировались, Карасубазарский район стал самостоятельной административной единицей и селение включили в его состав. Согласно Списку населённых пунктов Крымской АССР по Всесоюзной переписи 17 декабря 1926 года, на хуторе Пролом Васильевского сельсовета (в котором селение состоит всю дальнейшую историю) Карасубазарского района числилось 27 дворов, из них 25 крестьянских, населением 145 человек, из которых было 139 армян, 3 болгар, 2 русских и 1 украинец. Есть версия, что в селе действовала армянская школа. В 1929 году в сёлах Васильевка, Малиновка и Пролом образован колхоз «Гигант», из которого через год в Проломе выделен колхоз имени С. Г. Шаумяна. По данным всесоюзной переписи населения 1939 года в селе проживало 257 человек. В годы Великой Отечественной войны село Пролом было одним из центров подпольной работы в тылу врага Карасубазарского района.
В 1944 году, после освобождения Крыма от нацистов, согласно постановлению ГКО от 2 июня 1944 года, 27 июня 1944 г. крымские армяне были депортированы войсками НКВД. 12 августа 1944 года было принято постановление № ГОКО-6372с «О переселении колхозников в районы Крыма», в исполнение которого в район завезли переселенцев: 6000 человек из Тамбовской и 2100 — Курской областей, а в начале 1950-х годов последовала вторая волна переселенцев из различных областей Украины. С 25 июня 1946 года Пролом в составе Крымской области РСФСР, а 26 апреля 1954 года Крымская область была передана из состава РСФСР в состав УССР. В 1959 году колхозы им. Шаумяна и «Вперед» объединились в колхоз имени XXI съезда КПСС. По данным переписи 1989 года в селе проживало 224 человека. С 12 февраля 1991 года село в восстановленной Крымской АССР, 26 февраля 1992 года переименованной в Автономную Республику Крым. С 21 марта 2014 года в составе Крыма аннексировано Россией.